# Mariana Martínez Torres
Mariana Martínez Torres de López de Tejada (Madrid, 10 de maig de 1819 - ?, ?) va ser una cantant espanyola.
Deixebla de Baltasar Saldoni. Tenia veu de soprano acontraltada de gran extensió i agradable. Va prendre part de forma destacada en els concerts celebrats a cases nobles de Madrid des de 1836, especialment a la seva pròpia, un dels salons més coneguts de la societat isabelina, però també a altres de l'alta burgesia madrilenya, així com a la del mateix Saldoni.
També va cantar a Cadis, Sevilla i Còrdova, ciutats on va passar una curta temporada i on va ser molt aplaudida pel públic, entusiasmats per la interpretació d'Oración i Eloísa, peces escrites expressament per a ella, entre moltes altres àries. Va ser molt elogiada tant per la premsa madrilenya com la de la resta de l'estat, com El Correo Nacional o El Conservador de Sevilla, entre d'altres.